# Liste der Nummer-eins-Hits in Neuseeland (2000)
Dies ist eine Liste der Nummer-eins-Hits in Neuseeland im Jahr 2000. Sie basiert auf den offiziellen Single und Albums Top 40, die im Auftrag von Recorded Music NZ, dem neuseeländischen Vertreter der IFPI, ermittelt werden. Es gab in diesem Jahr 22 Nummer-eins-Singles und 17 Nummer-eins-Alben.

## Singles
| ← 1999 ← | Liste der Nummer-eins-Hits in Neuseeland | Liste der Nummer-eins-Hits in Neuseeland | Liste der Nummer-eins-Hits in Neuseeland | 2001 →                    |
| \| Zeitraum \| Wo. ges. \| Interpret \| Titel Autor(en) \| Zusätzliche Informationen \| \| (Zeitraum, Wochen auf Platz eins, Interpret, Titel, Autor[en], zusätzliche Informationen) \| \| \| \| \| \| ----------------------------------------------------------------------------------------- \| -------- \| ------------------------------------- \| ------------------------------- \| ------------------------- \| \| 26. Dezember 1999 – 29. Januar 2000 5 Wochen \| 5 \| S Club 7 \| S Club Party \| – \| \| 30. Januar 2000 – 5. Februar 2000 1 Woche \| 1 \| Macy Gray \| I Try \| – \| \| 6. Februar 2000 – 12. Februar 2000 1 Woche (insgesamt 5) \| 5 \| Christina Aguilera \| What a Girl Wants \| – \| \| 13. Februar 2000 – 19. Februar 2000 1 Woche \| 1 \| Vengaboys \| Kiss (When the Sun Don’t Shine) \| – \| \| 20. Februar 2000 – 26. Februar 2000 1 Woche (insgesamt 5) \| 5 \| Christina Aguilera \| What a Girl Wants \| – \| \| 27. Februar 2000 – 4. März 2000 1 Woche \| 1 \| Beth Hart \| LA Song (Out of This Town) \| – \| \| 5. März 2000 – 25. März 2000 3 Wochen (insgesamt 5) \| 5 \| Christina Aguilera \| What a Girl Wants \| – \| \| 26. März 2000 – 1. April 2000 1 Woche \| 1 \| S Club 7 \| Two in a Million \| – \| \| 2. April 2000 – 8. April 2000 1 Woche \| 1 \| Madison Avenue \| Don’t Call Me Baby \| – \| \| 9. April 2000 – 15. April 2000 1 Woche \| 1 \| *NSYNC \| Bye Bye Bye \| – \| \| 16. April 2000 – 6. Mai 2000 3 Wochen \| 3 \| Vengaboys \| Shalala Lala \| – \| \| 7. Mai 2000 – 27. Mai 2000 3 Wochen \| 3 \| Bardot \| Poison \| – \| \| 28. Mai 2000 – 3. Juni 2000 1 Woche \| 1 \| Sisqó \| Thong Song \| – \| \| 4. Juni 2000 – 10. Juni 2000 1 Woche \| 1 \| Britney Spears \| Oops!… I Did It Again \| – \| \| 11. Juni 2000 – 1. Juli 2000 3 Wochen \| 3 \| Melanie C feat. Lisa „Left Eye“ Lopes \| Never Be the Same Again \| – \| \| 2. Juli 2000 – 19. August 2000 7 Wochen \| 7 \| Anastacia \| I’m Outta Love \| – \| \| 20. August 2000 – 9. September 2000 3 Wochen (insgesamt 4) \| 4 \| Robbie Williams \| Rock DJ \| – \| \| 10. September 2000 – 16. September 2000 1 Woche (insgesamt 2) \| 2 \| Bomfunk MC’s \| Freestyler \| – \| \| 17. September 2000 – 23. September 2000 1 Woche (insgesamt 4) \| 4 \| Robbie Williams \| Rock DJ \| – \| \| 24. September 2000 – 30. September 2000 1 Woche (insgesamt 2) \| 2 \| Bomfunk MC’s \| Freestyler \| – \| \| 1. Oktober 2000 – 7. Oktober 2000 1 Woche \| 1 \| Madonna \| Music \| – \| \| 8. Oktober 2000 – 25. November 2000 7 Wochen \| 7 \| Spiller feat. Sophie Ellis-Bextor \| Groovejet (If This Ain’t Love) \| – \| \| 26. November 2000 – 9. Dezember 2000 2 Wochen \| 2 \| Baha Men \| Who Let the Dogs Out \| – \| \| 10. Dezember 2000 – 16. Dezember 2000 1 Woche \| 1 \| Samantha Mumba \| Gotta Tell You \| – \| \| 17. Dezember 2000 – 23. Dezember 2000 1 Woche \| 1 \| Destiny’s Child \| Independent Women \| – \| \| 24. Dezember 2000 – 13. Januar 2001 3 Wochen \| 3 \| Fur Patrol \| Lydia \| – \| |                                          |                                          |                                          |                           |
| ← 1999 |                                          |                                          |                                          | → 2001 →                  |
| Zeitraum | Wo. ges.                                 | Interpret                                | Titel Autor(en)                          | Zusätzliche Informationen |
| (Zeitraum, Wochen auf Platz eins, Interpret, Titel, Autor[en], zusätzliche Informationen) |                                          |                                          |                                          |                           |
| 26. Dezember 1999 – 29. Januar 2000 5 Wochen | 5                                        | S Club 7                                 | S Club Party                             | –                         |
| 30. Januar 2000 – 5. Februar 2000 1 Woche | 1                                        | Macy Gray                                | I Try                                    | –                         |
| 6. Februar 2000 – 12. Februar 2000 1 Woche (insgesamt 5) | 5                                        | Christina Aguilera                       | What a Girl Wants                        | –                         |
| 13. Februar 2000 – 19. Februar 2000 1 Woche | 1                                        | Vengaboys                                | Kiss (When the Sun Don’t Shine)          | –                         |
| 20. Februar 2000 – 26. Februar 2000 1 Woche (insgesamt 5) | 5                                        | Christina Aguilera                       | What a Girl Wants                        | –                         |
| 27. Februar 2000 – 4. März 2000 1 Woche | 1                                        | Beth Hart                                | LA Song (Out of This Town)               | –                         |
| 5. März 2000 – 25. März 2000 3 Wochen (insgesamt 5) | 5                                        | Christina Aguilera                       | What a Girl Wants                        | –                         |
| 26. März 2000 – 1. April 2000 1 Woche | 1                                        | S Club 7                                 | Two in a Million                         | –                         |
| 2. April 2000 – 8. April 2000 1 Woche | 1                                        | Madison Avenue                           | Don’t Call Me Baby                       | –                         |
| 9. April 2000 – 15. April 2000 1 Woche | 1                                        | *NSYNC                                   | Bye Bye Bye                              | –                         |
| 16. April 2000 – 6. Mai 2000 3 Wochen | 3                                        | Vengaboys                                | Shalala Lala                             | –                         |
| 7. Mai 2000 – 27. Mai 2000 3 Wochen | 3                                        | Bardot                                   | Poison                                   | –                         |
| 28. Mai 2000 – 3. Juni 2000 1 Woche | 1                                        | Sisqó                                    | Thong Song                               | –                         |
| 4. Juni 2000 – 10. Juni 2000 1 Woche | 1                                        | Britney Spears                           | Oops!… I Did It Again                    | –                         |
| 11. Juni 2000 – 1. Juli 2000 3 Wochen | 3                                        | Melanie C feat. Lisa „Left Eye“ Lopes    | Never Be the Same Again                  | –                         |
| 2. Juli 2000 – 19. August 2000 7 Wochen | 7                                        | Anastacia                                | I’m Outta Love                           | –                         |
| 20. August 2000 – 9. September 2000 3 Wochen (insgesamt 4) | 4                                        | Robbie Williams                          | Rock DJ                                  | –                         |
| 10. September 2000 – 16. September 2000 1 Woche (insgesamt 2) | 2                                        | Bomfunk MC’s                             | Freestyler                               | –                         |
| 17. September 2000 – 23. September 2000 1 Woche (insgesamt 4) | 4                                        | Robbie Williams                          | Rock DJ                                  | –                         |
| 24. September 2000 – 30. September 2000 1 Woche (insgesamt 2) | 2                                        | Bomfunk MC’s                             | Freestyler                               | –                         |
| 1. Oktober 2000 – 7. Oktober 2000 1 Woche | 1                                        | Madonna                                  | Music                                    | –                         |
| 8. Oktober 2000 – 25. November 2000 7 Wochen | 7                                        | Spiller feat. Sophie Ellis-Bextor        | Groovejet (If This Ain’t Love)           | –                         |
| 26. November 2000 – 9. Dezember 2000 2 Wochen | 2                                        | Baha Men                                 | Who Let the Dogs Out                     | –                         |
| 10. Dezember 2000 – 16. Dezember 2000 1 Woche | 1                                        | Samantha Mumba                           | Gotta Tell You                           | –                         |
| 17. Dezember 2000 – 23. Dezember 2000 1 Woche | 1                                        | Destiny’s Child                          | Independent Women                        | –                         |
| 24. Dezember 2000 – 13. Januar 2001 3 Wochen | 3                                        | Fur Patrol                               | Lydia                                    | –                         |

## Alben
| ← 1999 ← | Liste der Nummer-eins-Hits in Neuseeland | Liste der Nummer-eins-Hits in Neuseeland | Liste der Nummer-eins-Hits in Neuseeland          | 2001 →                    |
| \| Zeitraum \| Wo. ges. \| Interpret \| Titel \| Zusätzliche Informationen \| \| (Zeitraum, Wochen auf Platz eins, Interpret, Titel, zusätzliche Informationen) \| \| \| \| \| \| ------------------------------------------------------------------------------ \| -------- \| --------------------- \| ------------------------------------------------- \| ------------------------- \| \| 21. November 1999 – 15. Januar 2000 8 Wochen (insgesamt 25) \| 25 \| Shania Twain \| Come On Over \| – \| \| 16. Januar 2000 – 22. Januar 2000 1 Woche (insgesamt 6) \| 6 \| Red Hot Chili Peppers \| Californication \| – \| \| 23. Januar 2000 – 19. Februar 2000 4 Wochen (insgesamt 5) \| 5 \| Macy Gray \| On How Life Is \| – \| \| 20. Februar 2000 – 25. März 2000 5 Wochen (insgesamt 6) \| 6 \| Red Hot Chili Peppers \| Californication \| – \| \| 26. März 2000 – 1. April 2000 1 Woche \| 1 \| Santana \| Supernatural \| – \| \| 2. April 2000 – 22. April 2000 3 Wochen (insgesamt 6) \| 6 \| Moby \| Play \| – \| \| 23. April 2000 – 29. April 2000 1 Woche (insgesamt 5) \| 5 \| Macy Gray \| On How Life Is \| – \| \| 30. April 2000 – 20. Mai 2000 3 Wochen (insgesamt 4) \| 4 \| Vengaboys \| The Platinum Album \| – \| \| 21. Mai 2000 – 27. Mai 2000 1 Woche \| 1 \| Bardot \| Bardot \| – \| \| 28. Mai 2000 – 3. Juni 2000 1 Woche \| 1 \| Pearl Jam \| Binaural \| – \| \| 4. Juni 2000 – 10. Juni 2000 1 Woche (insgesamt 6) \| 6 \| Moby \| Play \| – \| \| 11. Juni 2000 – 17. Juni 2000 1 Woche (insgesamt 4) \| 4 \| Vengaboys \| The Platinum Album \| – \| \| 18. Juni 2000 – 15. Juli 2000 4 Wochen \| 4 \| Eminem \| The Marshall Mathers LP \| – \| \| 16. Juli 2000 – 29. Juli 2000 2 Wochen (insgesamt 6) \| 6 \| Moby \| Play \| – \| \| 30. Juli 2000 – 19. August 2000 3 Wochen \| 3 \| Anastacia \| Not That Kind \| – \| \| 20. August 2000 – 26. August 2000 1 Woche (insgesamt 2) \| 2 \| Robbie Williams \| The Ego Has Landed \| – \| \| 27. August 2000 – 9. September 2000 2 Wochen \| 2 \| Zed \| Silencer \| – \| \| 10. September 2000 – 14. Oktober 2000 5 Wochen \| 5 \| Robbie Williams \| Sing When You’re Winning \| – \| \| 15. Oktober 2000 – 28. Oktober 2000 2 Wochen \| 2 \| Radiohead \| Kid A \| – \| \| 29. Oktober 2000 – 11. November 2000 2 Wochen \| 2 \| Limp Bizkit \| Chocolate Starfish and the Hot Dog Flavored Water \| – \| \| 12. November 2000 – 25. November 2000 2 Wochen \| 2 \| U2 \| All That You Can’t Leave Behind \| – \| \| 26. November 2000 – 27. Januar 2001 9 Wochen \| 9 \| The Beatles \| 1 \| – \| |                                          |                                          |                                                   |                           |
| ← 1999 |                                          |                                          |                                                   | → 2001 →                  |
| Zeitraum | Wo. ges.                                 | Interpret                                | Titel                                             | Zusätzliche Informationen |
| (Zeitraum, Wochen auf Platz eins, Interpret, Titel, zusätzliche Informationen) |                                          |                                          |                                                   |                           |
| 21. November 1999 – 15. Januar 2000 8 Wochen (insgesamt 25) | 25                                       | Shania Twain                             | Come On Over                                      | –                         |
| 16. Januar 2000 – 22. Januar 2000 1 Woche (insgesamt 6) | 6                                        | Red Hot Chili Peppers                    | Californication                                   | –                         |
| 23. Januar 2000 – 19. Februar 2000 4 Wochen (insgesamt 5) | 5                                        | Macy Gray                                | On How Life Is                                    | –                         |
| 20. Februar 2000 – 25. März 2000 5 Wochen (insgesamt 6) | 6                                        | Red Hot Chili Peppers                    | Californication                                   | –                         |
| 26. März 2000 – 1. April 2000 1 Woche | 1                                        | Santana                                  | Supernatural                                      | –                         |
| 2. April 2000 – 22. April 2000 3 Wochen (insgesamt 6) | 6                                        | Moby                                     | Play                                              | –                         |
| 23. April 2000 – 29. April 2000 1 Woche (insgesamt 5) | 5                                        | Macy Gray                                | On How Life Is                                    | –                         |
| 30. April 2000 – 20. Mai 2000 3 Wochen (insgesamt 4) | 4                                        | Vengaboys                                | The Platinum Album                                | –                         |
| 21. Mai 2000 – 27. Mai 2000 1 Woche | 1                                        | Bardot                                   | Bardot                                            | –                         |
| 28. Mai 2000 – 3. Juni 2000 1 Woche | 1                                        | Pearl Jam                                | Binaural                                          | –                         |
| 4. Juni 2000 – 10. Juni 2000 1 Woche (insgesamt 6) | 6                                        | Moby                                     | Play                                              | –                         |
| 11. Juni 2000 – 17. Juni 2000 1 Woche (insgesamt 4) | 4                                        | Vengaboys                                | The Platinum Album                                | –                         |
| 18. Juni 2000 – 15. Juli 2000 4 Wochen | 4                                        | Eminem                                   | The Marshall Mathers LP                           | –                         |
| 16. Juli 2000 – 29. Juli 2000 2 Wochen (insgesamt 6) | 6                                        | Moby                                     | Play                                              | –                         |
| 30. Juli 2000 – 19. August 2000 3 Wochen | 3                                        | Anastacia                                | Not That Kind                                     | –                         |
| 20. August 2000 – 26. August 2000 1 Woche (insgesamt 2) | 2                                        | Robbie Williams                          | The Ego Has Landed                                | –                         |
| 27. August 2000 – 9. September 2000 2 Wochen | 2                                        | Zed                                      | Silencer                                          | –                         |
| 10. September 2000 – 14. Oktober 2000 5 Wochen | 5                                        | Robbie Williams                          | Sing When You’re Winning                          | –                         |
| 15. Oktober 2000 – 28. Oktober 2000 2 Wochen | 2                                        | Radiohead                                | Kid A                                             | –                         |
| 29. Oktober 2000 – 11. November 2000 2 Wochen | 2                                        | Limp Bizkit                              | Chocolate Starfish and the Hot Dog Flavored Water | –                         |
| 12. November 2000 – 25. November 2000 2 Wochen | 2                                        | U2                                       | All That You Can’t Leave Behind                   | –                         |
| 26. November 2000 – 27. Januar 2001 9 Wochen | 9                                        | The Beatles                              | 1                                                 | –                         |